# Sestra II
Sestra II (v anglickém originále The Nun II) je americký gotický nadpřirozený horor z roku 2023, který režíroval Michael Chaves a scénář napsali Ian Goldberg, Richard Naing a Akela Cooper. Film slouží jako pokračování filmu Sestra (2018). Ve filmu hrají Taissa Farmiga, Jonas Bloquet a Bonnie Aarons, Storm Reid a Anna Popplewell. Peter Safran a James Wan snímek produkovali.

## Obsazení
| Taissa Farmiga | sestra Irene |
| Jonas Bloquet  | Maurice      |
| Storm Reid     | sestra Debra |

## Vývoj a produkce
V roce 2017 začal James Wan hovořit o možnosti natočení pokračování filmu Sestra. O rok později Peter Safran potvrdil, že se na filmu začíná pracovat. Cooper byl původně najat jako jediný scenárista, ale na konečném scénáři se podíleli Goldberg a Naing. Michael Chaves, který předtím režíroval filmy V zajetí démonů 3: Na Ďáblův příkaz (2021) a La Llorona: Prokletá žena (2019), byl oznámen jako režisér. Natáčení snímku začalo v říjnu 2022 ve Francii.

## Vydání a ohlasy
Film Sestra II byl vydán 8. září 2023 ve Spojených státech společností Warner Bros. Pictures. Snímek byl komerčně úspěšný, celosvětově vydělal 269 milionů dolarů a od kritiků získal smíšené hodnocení.